# Tegostoma baphialis
Tegostoma baphialis es una especie de polilla de la familia Crambidae. Se encuentra en Grecia, Rusia,, Turkmenistán y Afganistán.
La envergadura de las alas es de 16–17 mm.